# Typhochrestus numidicus
Typhochrestus numidicus är en spindelart som beskrevs av Robert Bosmans 1990. Typhochrestus numidicus ingår i släktet Typhochrestus och familjen täckvävarspindlar.
Artens utbredningsområde är Algeriet. Inga underarter finns listade i Catalogue of Life.